# 王旦

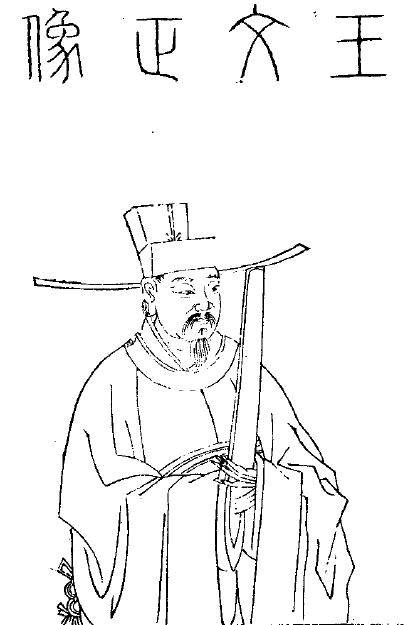
《古聖賢像傳略》之《王旦像》

王旦（957年—1017年10月3日），因生于凌晨，取名旦，字子明，大名府莘县人，北宋政治人物。

## 生平
王旦其貌不揚，脸扁、鼻偏，喉部突起，有异人相。
太平兴国五年（980年）进士及第（苏易简榜），时年二十三。旋以大理寺评事来到湖南平江任县令。在平江县，民间久有传闻，官吏办公的住所有怪物作祟，闹得人夜不安宁，胆怯者不敢居住。王旦上任入住的前夜，有守卫官署的门吏听到群鬼长啸大呼：“宰相公要来了，我们快逃命”。自此以后，闹鬼之事绝迹。传闻虽有些荒诞，但从侧面反映了人们对王旦的尊崇之情。还有一传说，暑天青黄不接时，王旦到乡下访贫，在大树下休息，地上的蚂蚁会离他席坐的地方数尺，并不侵袭。见者甚感奇异，皆言贵人之福也。在平江任职四年，年龄虽少，但才识过人，他推行惠民政策，以道德标准教化士民，民服其教，百姓安居乐业。转运使赵昌言假道平江，很欣赏王旦的施政方略，对其政绩大加褒奖，认定他是一个有发展前途的青年才俊，仅凭一面之交，就将女儿许配给他，这足以证明王旦确实有非凡的才华。
由于德才兼备、政绩突出，王旦的仕途从此一马平川。雍熙元年（984年）王旦带着身孕的妻子离开平江，命监潭州（今湖南长沙）银场。是年，王旦长子出生。为纪念太宗改元“雍熙”，取名王雍。不久入朝任著作佐郎。参与编辑《文苑英华》、《诗类》。二年（985年），遷殿中省丞（階官，從五品上）、通判郑州。四年（987年），改通判濠州。淳化二年（991年），拜右正言、知制誥。三年（992年），知貢舉，加虞部員外郎（階官，從五品上）、同判吏部流內銓（差遣）、知考課院。太宗嘉其識體，改禮部郎中（階官，從五品上）、集賢殿修撰（職）。至道元年（995年），知理检院。二年（996年），進兵部郎中（階官，從五品上）。咸平二年（999年）拜中书舍人（階官，正五品上）、數月，為翰林學士兼知審官院、通進銀台封駁司。三年（1000年）又知貢舉，鎖宿旬日，拜給事中（階官，正五品上）、同知樞密院事（差遣）。逾年，以工部侍郎（階官，正四品下）拜參知政事。景德元年（1004年）宋真宗親征澶州，王旦随行，不久雍王趙元份病重，王旦即先行回朝接任留守，十余日不入家门。二年（1005年），加尚書左丞（階官，正四品上）。景德三年（1006年），拜工部尚书、同中书门下平章事，登上宰相之位。大中祥符三年（1010年），任兵部尚书，知枢密院、中书侍郎兼刑部尚书，总理朝廷重大事务。
王旦气度雍容，才识过人，胸藏锦绣而锋芒不露，得到朝野上下一致好评。宋初名臣钱若水称王旦为“栋梁之才”。太宗时，王旦掌管选授天下官吏的考课院，太宗多次嘉奖他“识大体”。真宗每次退朝都目送王旦下堂，常对人说：“为朕致太平者，必斯人也!”一切朝政，真宗都放手让王旦处理，重要事务，真宗都先问王旦怎么办。王旦以其出色的才干，辅佐天子，治理天下，对宋代前期政治、经济发展做出了极大贡献。
王旦任宰相时，寇準多次在宋真宗面前说王旦的短处，然而王旦却极力称赞寇準，並提拔為节度使、同中書門下平章事，後寇準自觉才德器量远不及王旦。王旦一生清廉，不置田宅，他說：“子孙当自立，何必田宅。”
祥符元年（1008年）宋真宗好封禪，王旦本不同意封禅，但真宗堅決拜王旦为天书仪仗使、封禅大礼使，進中書侍郎（加官，正三品）兼刑部尚書（階官，正三品），受詔撰《封祀壇頌》，加兵部尚書（階官，正三品）。四年，祀汾陰，又為大禮使，遷尚書省右僕射（階官，從二品）、昭文館大學士。仍撰《祠壇頌》，將復進秩，懇辭得免，止加功臣。俄兼門下侍郎（宰相加官，正三品）、玉清昭應宮使。宋真宗被「五鬼」所迷，進行各種法會，耗費大量金錢時，王旦只能盡可能的限制“五鬼”。王旦为此事而愧疚，常常闷闷不乐。
天禧元年（1017年）春，王旦因病多次恳求辞职，真宗勉允，免其宰相一职，享受宰相半俸。初秋，王旦病重，真宗不断遣内侍问候，并亲赐粥饭、御药。九月初十，王旦病逝。王旦認為真宗搞天書封祀迷信花了太多錢，自己沒有勸阻成功，死前，王旦跟子弟們說，死後要剃髮穿袈裟，打扮成和尚來贖罪，後來楊億勸阻王家，才沒有讓王旦「死後出家」。
真宗废朝三日，亲临致祭，诏令京城内十日不举乐。追赠王旦为太师、尚书令、魏国公，谥号“文正”。配享真宗庙廷祀。
王旦棺柩初厝于河南开封县新里乡大边村，归葬于山东莘县城关镇曹庙王村东北100米处。有文集二十卷传世。